# Adam Holzman (pianiste)
Pour les articles homonymes, voir Holzman.
Adam Holzman (* 15 février 1958 à New York) est un pianiste de jazz fusion américain.

## Discographie

### Carrière solo
- In a Loud Way (1993)
- Overdrive (1994)
- Manifesto (1995)
- The Big Picture (1997)
- Jazz Rocket Science (2005)
- Truth Decay (2018)

### Comme sideman
- 2002 : The Complete Miles Davis at Montreux 1973-1991 : volumes 10 à 15, Casino de Montreux les 17 juillet 1986, 7 juillet 1988 et 21 juillet 1989.
- 2015 : Hand. Cannot. Erase. de Steven Wilson. Sur l'album et en tournée.